# Завртаче
Завртаче (словен. Zavrtače) — поселення в общині Іванчна Гориця, Осреднєсловенський регіон, Словенія. Висота над рівнем моря: 545,4 м.